# Querkraftdorn

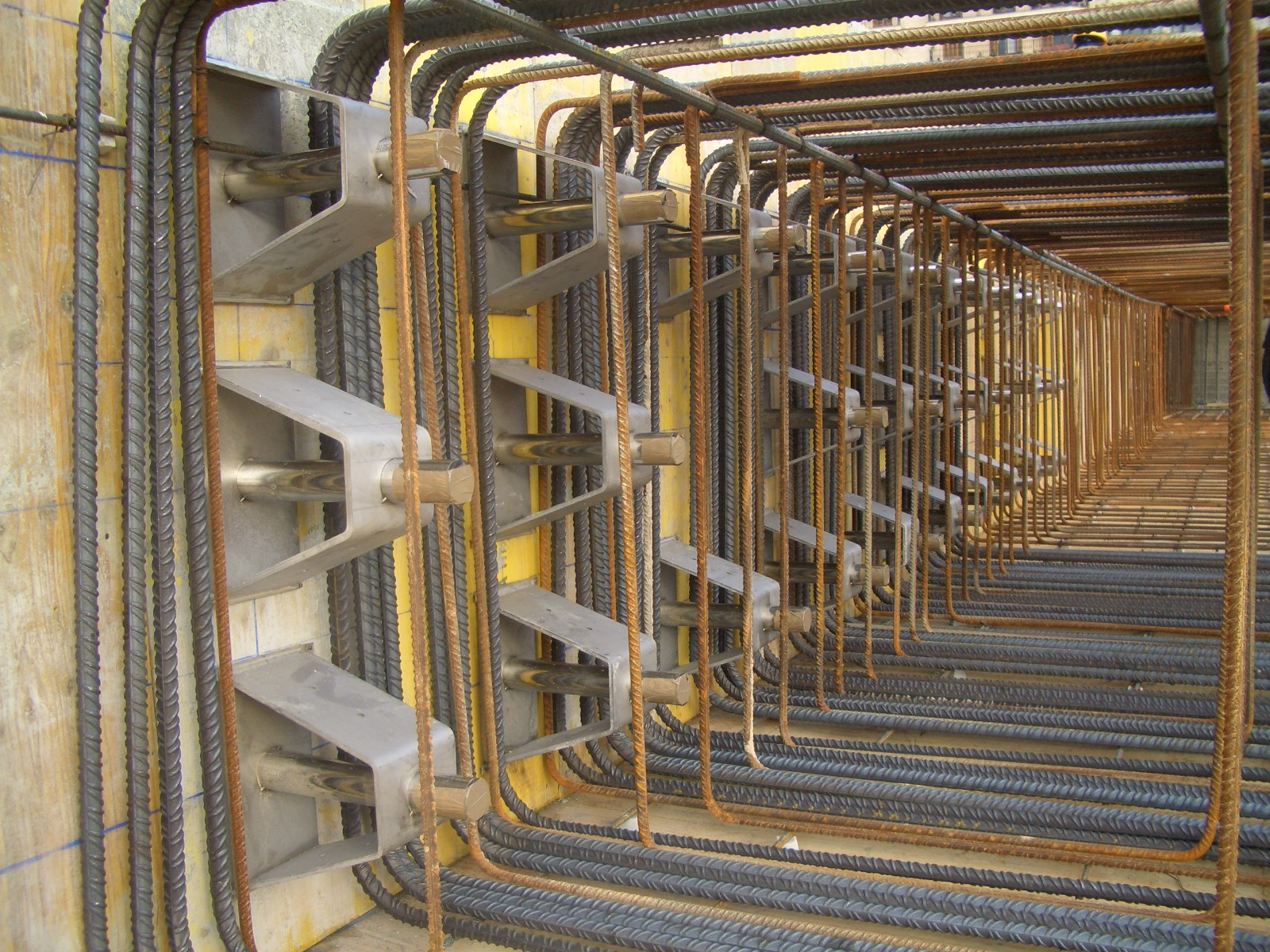
Querkraftdorne mit Aufhängebewehrung

Ein Querkraftdorn nimmt Querkräfte in einer Dilatationsfuge auf, wobei Horizontalbewegungen in der Fuge zugelassen werden. Ein Querkraftdorn besteht in der Regel aus einer Metall- oder Kunststoffhülse und einem Edelstahl- oder verzinkten Metallbolzen. Querkraftdorne werden in der Regel verbaut, um aufwendigere und kostenintensivere Konstruktionen wie Doppelstützen oder Auflager zu umgehen.